# 2000 aux Territoires du Nord-Ouest
Chronologie des Territoires du Nord-Ouest
- 1996
- 1997
- 1998
- 1999
- 2000
- 2001
- 2002
- 2003
- 2004

Cette page concerne les événements survenus en 2000 dans le territoire canadien des Territoires du Nord-Ouest.

## Politique
- Premier ministre : Jim Antoine puis Stephen Kakfwi
- Commissaire :
- Législature :

## Événements
- « La création des chemins de glace dans les Territoires du Nord-Ouest a été désignée événement historique national »[1].